# Gőgicz József
Gőgicz József (1957. szeptember 8. – 2020. szeptember 11. vagy előtte) magyar bajnok labdarúgó, csatár.

## Pályafutása
A zuglói BVSC csapatában kezdte a labdarúgást. Sorkatonai szolgálata alatt 1978–79-ben a szentendrei Kossuth KFSE, majd 1979–80-ban a Bp. Honvéd játékosa volt. 1979 őszén négy alkalommal szerepelt a kispesti csapatban és ezzel tagja volt az 1979–80-as bajnokcsapatnak. Leszerelése után visszatért a BVSC-hez, ahol 1983-ig játszott. 1983–84-ben a SZEOL AK együttesével újra az élvonalban szerepelt. 1984–85-ben a Ganz-MÁVAG, 1985-ben a 22. sz. Volán SC, 1985-től a Rákosmenti TK labdarúgója volt.

## Sikerei, díjai
Bp. Honvéd
- Magyar bajnokság
  - bajnok 1979–80